# 御法川信英
御法川 信英（みのりかわ のぶひで、1964年〈昭和39年〉5月25日 - ）は、日本の政治家。自由民主党所属の衆議院議員（7期）、衆議院農林水産委員長、自民党国会対策委員長代理、自民党秋田県支部連合会会長。
外務大臣政務官（麻生内閣）、財務副大臣、国土交通副大臣兼内閣府副大臣兼復興副大臣、衆議院財務金融委員長、衆議院災害対策特別委員長、自民党国会対策委員会筆頭副委員長、衆議院議院運営委員会筆頭理事を歴任。

## 来歴

### 生い立ち
秋田県大曲市（現：大仙市）出身。秋田県立横手高等学校普通科、慶應義塾大学法学部政治学科卒業、コロンビア大学国際公共政策大学院（SIPA）修士課程修了。秋田銀行に入行したのち、父・英文の私設秘書、公設第一秘書を勤めた。
秋田県第3区の自民党候補は、英文と村岡兼造の間で、いわゆるコスタリカ方式を適用しており、2人が小選挙区と比例区を選挙毎に入れ替わりで出馬する事になっていた。しかし、第43回衆議院議員総選挙を前に英文が急死。村岡はコスタリカ方式の盟約は解消されたと一方的に判断して、比例区に回る予定を一転、小選挙区から出馬する。
これに、御法川陣営が反発。亡き英文の長男・信英を無所属で擁立し、保守分裂の弔い合戦となった。信英は民主党と連合の支援も受けて村岡を破り、2003年11月に衆議院議員に初当選。敗れた村岡は政界引退へと追い込まれた。

### 政治家として

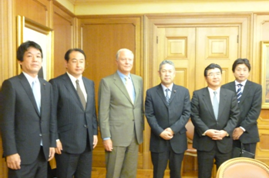
2013年9月23日、ギリシャ銀行本店にて衆議院欧州各国における政治経済事情調査団長佐藤勉（右から3人目）、衆議院欧州各国における政治経済事情調査団団員小沢鋭仁（右から2人目）、山内康一（右端）、薗浦健太郎（左端）、ギリシャ銀行総裁ゲオルギオス・プロボプロス（左から3人目）と

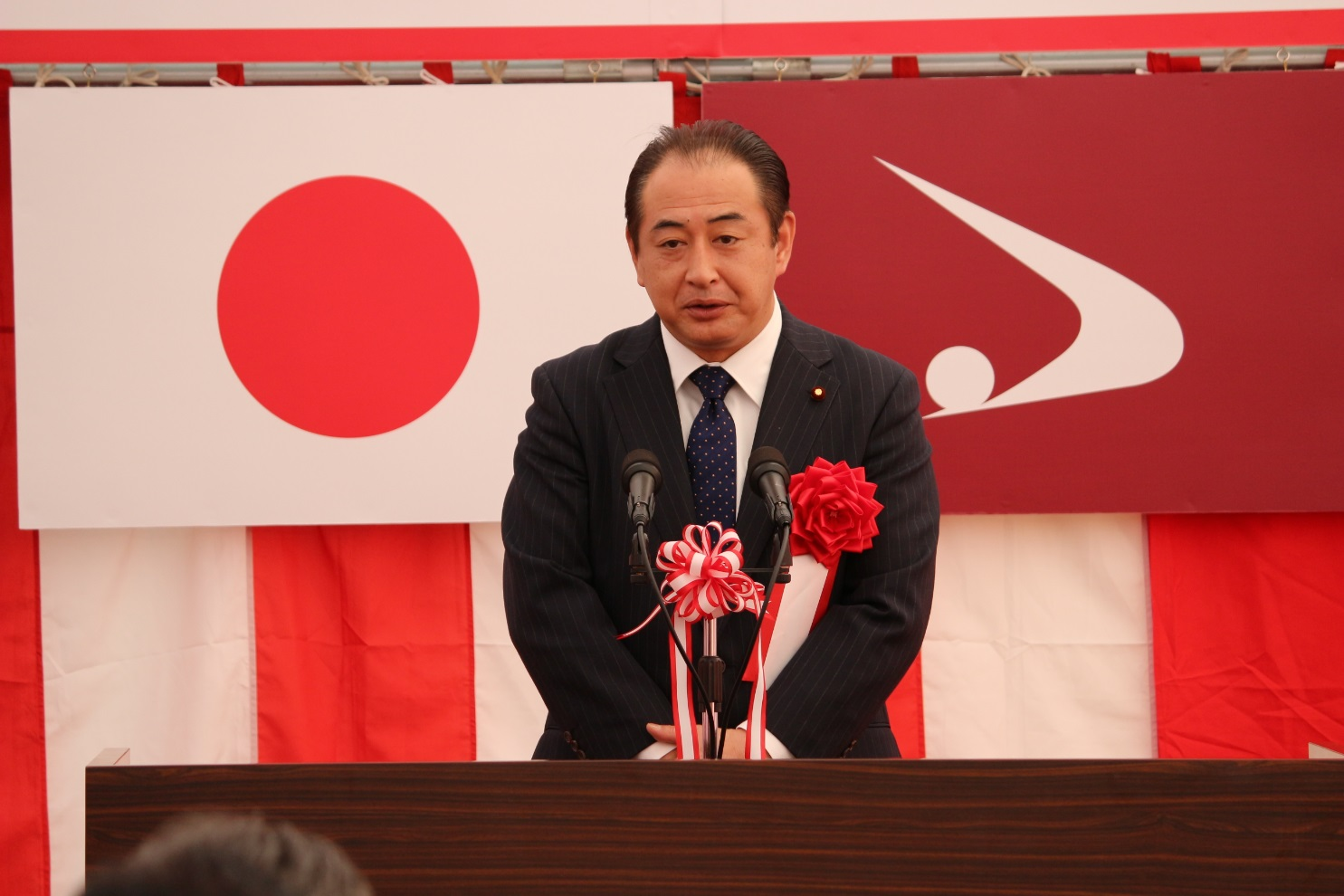
東北中央自動車道院内道路開通式にて（2016年11月5日）

当選後は支援を受けた民主党には入党せず、自民系無所属議員と院内会派「グループ改革」を結成。2004年6月に同会派を解散し自民党へ入党。2005年1月に自民党秋田県第3選挙区支部長に就任。同年11月自民党国会対策副委員長就任。
郵政民営化には採決の直前まで反対の立場だったが、武部勤自民党幹事長ら執行部の説得に応じ賛成票を投ずる。反対票を投じた場合の自身への刺客として村岡兼造の次男・村岡敏英の名を示唆されていた。2005年の総選挙で再選。同年11月に自民党国会対策副委員長就任。なお、派閥には所属していないものの、武部勤元自民党幹事長を中心に結成された党内政策集団「改革フォーラム 新しい風」（武部グループ）に属し、代表幹事を務めている。2007年には衆議院議事進行係に任命された。2008年8月、福田康夫改造内閣において外務大臣政務官に就任。同年麻生内閣で留任。
2009年の第45回衆議院議員総選挙では、再び村岡と対決するが、民主党の京野公子に敗れて共に落選。比例での復活当選も出来なかった。2012年12月の第46回衆議院議員総選挙で当選。国政に復帰した。
2014年9月3日、第2次安倍改造内閣で財務副大臣に就任。同年10月から11月にかけて、選挙区民に対するカレンダー無料配布、政治資金収支報告書の不適切記載問題など、計3件の不祥事が報じられる。
同年12月14日の第47回衆議院議員総選挙で4選。同年12月25日、臨時閣議が開かれ、第3次安倍内閣の副大臣・政務官人事が諮られるが、御法川は財務副大臣再任を固辞して退任した。
2015年、自民党秋田県支部連合会会長に就任。
2016年、衆議院財務金融委員長に就任。
2017年5月、佐藤勉が設立した新グループ「天元会」に参加。その後、天元会所属議員らと共に新派閥志公会（麻生派）に合流。同年10月の第48回衆議院議員総選挙で5選。

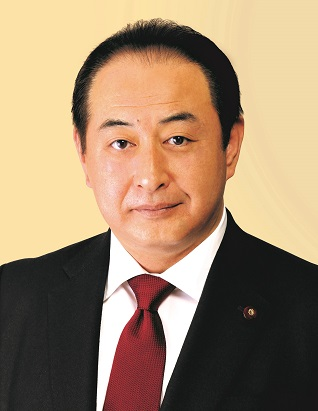
国土交通副大臣兼内閣府副大臣兼復興副大臣に就任した際に公表された肖像（2019年撮影）

第4次安倍第2次改造内閣で国土交通副大臣（災害対策、建設産業、鉄道、自動車、観光等の担当）兼内閣府副大臣兼復興副大臣に就任。
2020年、自民党国会対策委員会筆頭副委員長、衆議院議院運営委員会筆頭理事に就任。
2021年10月31日、第49回衆議院議員総選挙で6選。同年11月9日、自民党国会対策委員長代理に就任。国対委員長の高木毅は政府や野党との関係があまり円滑ではなく、実質的に国体を切り盛りしたのは御法川だったとの評価もある。
2022年1月12日、自民党秋田県支部連合会会長に就任。
2022年2月25日、佐藤勉、丹羽秀樹、阿部俊子と共に麻生派を退会し無派閥となった。
2023年9月に国対委員長代理を退任。ところが同年11月になって清和会（安倍派）などがパーティー券販売のキックバックを政治資金収支報告書に記載していなかったことが問題化して高木が国対委員長を追われ、12月22日に浜田靖一が後任に就任すると御法川は再び国対委員長代理に就任した。浜田が手腕を高く評価していた御法川の委員長代理起用を国対委員長就任の条件につけたとされている。
2024年9月27日に行われた自民党総裁選挙において加藤勝信の推薦人に名を連ねた。1回目の投票では加藤に投じ、得票数1位の高市早苗と2位の石破茂が進んだ決選投票では石破に投じた。
第1次石破内閣発足に際し、復興大臣として初入閣する方向であることが報じられたが、その後取りやめとなった。御法川本人の意向とされている。
2024年10月27日、第50回衆議院議員総選挙で国民民主党から出馬した村岡に敗れたが比例復活で7選。
2025年8月6日、7月の参院選秋田県選挙区で公認候補の中泉松司が敗北した責任を取り、自民党秋田県支部連合会会長を辞任する考えを示した。

## 政策・主張

### 憲法
- 憲法改正について、2021年のアンケートで「どちらかといえば賛成」と回答[22]。
- 憲法9条への自衛隊の明記について、2021年のアンケートで「賛成」と回答[23]。
- 改正すべき項目として「自衛隊の保持を明記する」「集団的自衛権の保持を明記する」「憲法改正の発議要件を各院の過半数にする」「緊急事態に関する条項を新設する」と主張[22]。
- 憲法を改正し緊急事態条項を設けることについて、2021年の毎日新聞社のアンケートで「賛成」と回答[24]。

### 外交・安全保障
- 「他国からの攻撃が予想される場合には敵基地攻撃もためらうべきではない」との問題提起に対し、2021年のアンケートで「どちらとも言えない」と回答[22]。
- 「北朝鮮に対しては対話よりも圧力を優先すべきだ」との問題提起に対し、2021年のアンケートで「どちらかと言えば賛成」と回答[22]。
- 普天間基地の辺野古移設について、2021年のアンケートで「どちらかと言えば賛成」と回答[22]。

### ジェンダー
- 選択的夫婦別姓制度の導入について、2021年の朝日新聞社のアンケートで「どちらとも言えない」と回答[22]。同年のNHKのアンケートで回答しなかった[23]。
- 同性婚を可能とする法改正について、2021年の朝日新聞社のアンケートで「どちらとも言えない」と回答[22]。同年のNHKのアンケートで回答しなかった[23]。
- 「LGBTなど性的少数者をめぐる理解増進法案を早期に成立させるべきか」との問題提起に対し、2021年のアンケートで「どちらとも言えない」と回答[22]。
- クオータ制の導入について、2021年のアンケートで回答しなかった[23]。

### その他
- 「原子力発電への依存度について今後どうするべきか」との問題提起に対し、2021年のアンケートで「下げるべき」と回答[23]。
- 新型コロナウイルス対策として、消費税率の一時的な引き下げは、2021年のアンケートで「必要でない」と回答[23]。
- 森友学園を巡る公文書改竄問題で、財務省が開示を拒んでいた「赤木ファイル」が2021年6月22日、大阪地裁の命令によって公開された[25]。国の対応をどう考えるかとの問いに対し、2021年の毎日新聞社のアンケートで「これ以上、調査や説明は必要ない」と回答[24]。
- 2013年11月26日、特定秘密保護法案の採決で賛成票を投じている[26]。

## 人物・不祥事

### 統一教会との関係
- 2016年2月15日、世界平和統一家庭連合（旧統一教会）の関連団体「天宙平和連合（UPF）」が世界平和国会議員連合（IAPP）を創設。同年11月、日本のIAPP創設大会が参議院議員会館で開催され、同大会には当時の閣僚5人を含む63人の国会議員が参加。御法川もその中に含まれていた[27][28]。
- 2017年5月9日、統一教会系の日刊紙「ワシントン・タイムズ」主催による「日米議員・有識者懇談会」が衆議院第一議員会館で開催。御法川は自身の名で議員会館の会議室を押さえた。御法川の2つ隣の席には統一教会会長（当時）の徳野英治が座った。出席した北米総会長（当時）のキム・ギフンは「ワシントン・タイムズ代表団と日本の国会議員約100人が出会った場所で『真の父母様』の考えを紹介でき、とても満足しています」と述べた[29]。
- 2017年7月、「ワシントン・タイムズ」からの誘いを受け、御法川、武田良太、竹本直一、山本朋広、鈴木克昌、穴見陽一ら国会議員団と元衆議院議員の大野功統、元自衛艦隊司令官の香田洋二は、教団幹部とともに渡米、外遊を行った[30][27]。統一教会系団体が開いたワシントンでの日米韓の国会議員会議で、一同は、日本の統一教会会長の徳野英治、国際勝共連合会長・世界平和連合会長の太田洪量、UPFジャパン新会長の梶栗正義ら教団幹部5人とともに記念撮影をした。会議に参加した関係者は、旅費や宿泊費は支払っていないと証言している。ワシントンでの会議後、一同はニューヨークに向かい、韓鶴子総裁主賓の超宗教フェスティバル「真の父母様マジソンスクエアガーデン大会」に参加した[30][31][32]。
- 2018年10月25日、「国際勝共連合創立50周年記念大会」がザ・キャピトルホテル 東急で開催。同大会に出席[33][27][31]。
- 2021年6月11日、世界平和国会議員連合の日本の議員連盟「日本・世界平和議員連合懇談会」の総会が衆議院第一議員会館で開催。御法川を含む20人の国会議員が出席し[34]、御法川は幹事長に就任した。同議連は前年に設立された団体で、初代会長は大野功統だった[35][36]。総会で会長に選出された原田義昭は6月15日、フェイスブックにその旨を記載するとともに、出席議員と国際勝共連合会長の梶栗正義がガッツポーズをする写真を掲載した[34][36]。翌16日、原田は投稿から写真だけ削除した[37]。教団は同年10月の衆院選に立候補した議連参加者を支援し、電話かけなどを熱心に行った[34]。
- 2022年6月13日、「日本・世界平和議員連合懇談会」は総会を開催。御法川は前年に続いて幹事長に選出された。顧問である国際勝共連合会長の梶栗が講演をし、講演の際、統一教会の関連団体「平和政策研究所（IPP）」が発行する「政策情報レポート」が配られた。総会資料のアンケート用紙には、梶栗が会長を務める統一教会の関連団体「世界平和連合」[38]に関する記述があり、「次期参議院選挙の地方区で、世界平和連合の応援を希望する議員がおられればお書き下さい」と書かれてあった[39]。
- 2022年7月から8月にかけて、共同通信社は、全国会議員712人を対象に、統一教会との関わりを尋ねるアンケートを実施。8月31日に各議員の回答の全文を公表した。岸田文雄首相は8月8日の自民党臨時役員会で、統一教会をめぐり「政治家の責任で関係をそれぞれ点検し、適正に見直してもらいたい」と述べ、党所属国会議員全員に通達するよう指示[40]しながらも、自身はアンケートに答えることを拒否した[注 1]。御法川もアンケートに答えることを拒否した[45][46]。
- 2023年1月21日、共同通信社は全国の自民党都道府県連に対して行ったアンケートの結果を発表。御法川が会長を務める党秋田県連は、同年春の統一地方選挙で立候補予定者を公認・推薦する際、統一教会との接点や関係遮断の意思を確認しない方針であることを示した[47]。自民党は2022年10月25日にガバナンス・コードと呼ばれる党行動指針を改訂し、都道府県連に対し統一教会との関係遮断の徹底を通知したが[48]、秋田を含む12県連は党本部の指令に従わないことが明らかとなった[47]。

### 政治資金収支報告書の不適切な記載
- 2014年11月14日、御法川の資金管理団体「経済調査会」が作成した2010年から2012年にかけての政治資金収支報告書につき、懇親会やゴルフ大会の収入が個別の収入項目に記載されていないことが報道により明らかとなった[4]。

- 2014年11月26日、同資金管理団体が出した2013年分の政治資金収支報告書で、「みのり川信英後援会」からの2013年7月16日付の寄付について「500万円」と記載されているところ、後援会側の同年分報告書では「400万円」と記され、記載にずれが生じていたことが報道により明らかとなった[5]。

### その他
- 2004年、政治家の年金未納問題が注目された際に国民年金の未納が発覚した（1988年6月分）[49]。

- 2014年10月24日、御法川の政治団体が同年1月～2月に後援会員や党員に顔写真入りのカレンダー3千枚を無料配布していたことが報道により明らかとなった[3]。公職選挙法で寄付が禁じられる有価物に該当すると指摘された[50]。

## 議員連盟
- 喫煙者であり、超党派の愛煙家国会議員からなる議員連盟「もくもく会」に所属している[51]。
- ユニセフ議員連盟幹事長
- 世界平和国会議員連合
- 自民党花火文化芸術振興議員連盟（花火議連）事務局長
- 自民党たばこ議員連盟[52]
- もくもく会[51]
- 時代に適した風営法を求める議員連盟（パチンコ議連）
- 真の人権擁護を考える懇談会
- 神道政治連盟国会議員懇談会
- 日本会議国会議員懇談会
- 速やかな政策実現を求める有志議員の会
- 自民党国際人材議員連盟
- 自民党動物愛護管理推進議員連盟
- 死刑廃止を推進する議員連盟
- 再チャレンジ支援議員連盟
- 国際観光産業振興議員連盟[53]
- TPP交渉における国益を守り抜く会

## 著作
- 「国際安全保障政策-アメリカで学んだ戦争と平和-」二宮浩輔（編集）『コロンビア大学院で考えた世界と日本』はる書房、2002年。

## 選挙歴
| 当落 | 選挙                   | 執行日         | 年齢 | 選挙区      | 政党       | 得票数     | 得票率 | 定数 | 得票順位 /候補者数 | 政党内比例順位 /政党当選者数 |
| ---- | ---------------------- | -------------- | ---- | ----------- | ---------- | ---------- | ------ | ---- | ------------------ | ---------------------------- |
| 当   | 第43回衆議院議員総選挙 | 2003年11月09日 | 39   | 秋田県第3区 | 無所属     | 13万3981票 | 49.68% | 1    | 1/3                | /                            |
| 当   | 第44回衆議院議員総選挙 | 2005年09月11日 | 41   | 秋田県第3区 | 自由民主党 | 11万4228票 | 41.32% | 1    | 1/3                | /                            |
| 落   | 第45回衆議院議員総選挙 | 2009年08月30日 | 45   | 秋田県第3区 | 自由民主党 | 9万575票   | 37.42% | 1    | 2/4                | 5/4                          |
| 当   | 第46回衆議院議員総選挙 | 2012年12月16日 | 48   | 秋田県第3区 | 自由民主党 | 9万7164票  | 42.68% | 1    | 1/5                | /                            |
| 当   | 第47回衆議院議員総選挙 | 2014年12月14日 | 50   | 秋田県第3区 | 自由民主党 | 9万4096票  | 47.79% | 1    | 1/3                | /                            |
| 当   | 第48回衆議院議員総選挙 | 2017年10月22日 | 53   | 秋田県第3区 | 自由民主党 | 10万7432票 | 51.81% | 1    | 1/3                | /                            |
| 当   | 第49回衆議院議員総選挙 | 2021年10月31日 | 57   | 秋田県第3区 | 自由民主党 | 13万4734票 | 77.95% | 1    | 1/2                | /                            |
| 比当 | 第50回衆議院議員総選挙 | 2024年10月27日 | 60   | 秋田県第3区 | 自由民主党 | 7万4722票  | 40.54% | 1    | 2/2                | 4/5                          |